# دون آدامز (لاعب كرة قدم)
دون آدامز (بالإنجليزية: Don Adams)‏ (15 فبراير 1931 بنورثامبتون في المملكة المتحدة - 1 يناير 1993 بنورثامبتون في المملكة المتحدة) هو لاعب كرة قدم بريطاني في مركز الهجوم. لعب مع نادي نورثامبتون تاون وBedford Town F.C. ‏.